# Hurts (Mika)
Hurts è un singolo del cantante britannico Mika, pubblicato il 29 gennaio 2016 come quarto estratto dal quarto album in studio No Place in Heaven.
La canzone è presente nella colonna sonora del film Un bacio, diretto da Ivan Cotroneo.

## Video musicale
Il videoclip, pubblicato il 5 febbraio 2016, è stato girato all'Istituto Marinoni di Udine il 16 gennaio 2016. È stato diretto da Ivan Cotroneo e vede la partecipazione dei tre protagonisti del film, Rimau Grillo Ritzberger, Valentina Romani e Leonardo Pazzagli. Le coreografie sono di Luca Tommassini. Il video affronta il tema del bullismo e dell'omofobia, invitando ad essere liberi da condizionamenti e accettare se stessi.
Nel video sono inoltre presenti alcune scene del film.